# Гібіск китайська рожа
Гібіск китайська рожа (Hibiscus rosa-sinensis) — багаторічна рослина родини мальвових. Походить з Південно-Східної Азії. Поширена декоративна культура.

## Опис
Вічнозелений багаторічний (живе до 20 років і більше) кущ або деревце до 4,5 м заввишки. Листки чергові, овальної чи яйцеподібної форми, темно-зелені, блискучі з зубчастими краями. Квітки великі, пазушні, одиничні на довгих квітконіжках. Колір мають червоний, помаранчевий, або рожевий. Чашечка воронкоподібна, дзвонова, зелена, до 3 см завдовжки. Тичинкові нитки зростаються в трубку, яка далеко видаляється з квітки і містить в собі стовпчик пиляка, увінчаний рильцем, що стирчить над трубкою. Квітки квітнуть день чи два. Але при належному догляді за рослиною нові квітки будуть з'являтись з ранньої весни до зими.

## Особливості догляду

### Догляд навесні
В березні — квітні молоду рослину пересаджують в землесуміш, яка складається з глини, дерну, торфу, перегною та піску. Потім зрізають гілки. Це сприяє росту молодих бокових пагонів, на яках згодом утворюються квітки. Дорослу рослину, яка має великий розмір можна не пересаджувати, але у вазоні де вона росте потрібно змінювати верхній шар ґрунту на новий.

### Догляд влітку
Літом гібіск китайську рожу можна виставити на балкон. Але слід пам'ятати, що на рослину погано діють прямі сонячні промені. Поливати рясно, не допускаючи пересихання ґрунту, проте перезволоження теж шкідливе. В особливо сонячні дні з високою температурою повітря листя гібіску китайської рожі необхідно обприскувати теплою, відстояною водою. Існують декілька правил обприскування: 1) Воду можна використовувати кип'ячену, вона не залишає на листі білого нальоту; 2) Обприскувати рослину потрібно вранці, якщо є необхідність увечері, але до ночі листя повинні бути сухими. Це врятує гібіск від грибкових захворювань; 3) Не можна обприскувати листя в прохолодному та холодному приміщенні, так як при випаровуванні води рослина сильно охолоджується. В літню пору підгодовують рослину раз на 7—10 днів спеціальними добривами для кімнатних квітучих рослин.

### Догляд восени
Зі зниженням температури гібіск переносять до кімнати. Так як рослина світлолюбна, для її розташування підійдуть східні або південно-східні підвіконня. Поступово знижують полив та підгодовування.

### Догляд взимку
Поливають рослину по мірі підсихання ґрунту. Враховуючи те, що батареї центрального опалення надто пересушують повітря, слід продовжувати обприскувати листя. Підгодовувати не більше одного разу на три — чотири тижні. Оптимальна температура для гібіску зимою +14 - +16 °C але не менше +12 °C.

## Розмноження
Гібіск легко розмножується стебловими живцями. Їх зрізують з пагонів у березні. Живець повинен бути з не менше ніж трьома вузликами. Живець саджають у ґрунт, поливають та накривають зверху банкою. Ставлять в тепле місце, притіняючи від прямих сонячних променів. Періодично банку знімають, рослинку поливають та провітрюють. Коли пагін почне рости, його пересаджують в невеликий вазон і починають доглядати як за звичайною рослиною. Живці гарно дають корінці і у воді. Але вони дуже тоненькі та ламкі і при висадці в землю легко ламаються, тому рослина приживається погано.

## Труднощі вирощування гібіску
• Якщо регулярно не обрізати пагони, гілки будуть витягуватись і рослина не зацвіте.
• Якщо листя пожовклі та засихають — ураження гібіску шкідниками.
• Якщо рослина скинула квітки — причинами можуть бути пересихання ґрунту, різка зміна температури, нестача поживних речовин.
• Якщо листя опадають або стають коричневими — ґрунт перезволожений, сонячні опіки, протяги.

## Шкідники
Якщо рослину утримувати в сухому приміщенні та недостатньо поливати на ній може оселитись павутинний кліщ. Він дуже маленький, про його присутність свідчить біле павутиння, під яким живе цей шкідник. Кліщ харчується соком рослини та швидко розмножується. Якщо його вчасно не помітити, рослина може загинути. Щоб видалити кліща, листя потрібно ретельно промити мильним розчином, потім помити рослину холодною водою, попередньо накривши плівкою землю. Цю процедуру повторити двічі—тричі через 5-7 днів.